# Ciovno-Fedorivka, Zinkiv
Ciovno-Fedorivka (în ucraineană Човно-Федорівка) este localitatea de reședință a comunei Ciovno-Fedorivka din raionul Zinkiv, regiunea Poltava, Ucraina.

## Demografie
Componența lingvistică a localității Ciovno-Fedorivka
     Ucraineană (95,95%)
     Rusă (3,7%)
     Alte limbi (0,18%)
Conform recensământului din 2001, majoritatea populației localității Ciovno-Fedorivka era vorbitoare de ucraineană (95,95%), existând în minoritate și vorbitori de rusă (3,7%).